# Love Me Tender (film)
Love Me Tender is een film uit 1956 geregisseerd door Robert D. Webb. Het was de eerste film van Elvis Presley. Elvis zong onder andere de gelijknamige titelsong. Het album Love Me Tender verscheen eveneens in 1956. Oorspronkelijk heette de film The Reno Brothers, maar omdat Elvis' nummer een hit werd, bracht men de film onder die titel uit.
De gebroeders Reno, waar de film om draait, hebben echt bestaan en vormden samen met anderen een bende criminelen in het Middenwesten van de Verenigde Staten ten tijde van de Amerikaanse Burgeroorlog. Elvis speelt in de film de rol van Clinton ("Clint") Reno, een van de vijf broers en de enige die geen deel van de bende zou hebben uitgemaakt. Dit was de enige keer dat Elvis een historische figuur speelde, al was de rol niet conform zijn levensloop.
De opnamen begonnen in augustus 1956. Er werden vier liedjes voor de film opgenomen: naast de titelsong waren dat Poor Boy, We're Gonna Move en Let Me. Dit was niet in de Elvisstijl van dat moment. Zijn vaste begeleiders mochten ook niet aan de nummers meedoen, omdat men vond dat zij niet geschikt waren om dit materiaal te spelen.

## Verhaal
Clint Reno (Elvis) is een van de gebroeders Reno die thuis zijn gebleven terwijl hun broer Vance dient voor de Confederatie in de Amerikaanse Burgeroorlog. Als Vance terugkomt blijkt zijn vriendin Cathy met Clint te zijn getrouwd. Dit brengt de nodige familieproblemen met zich mee. Daarnaast is Vance betrokken bij een treinroof. Hij wil de buit teruggeven aan de rechtmatige eigenaar maar zijn maten uit het leger proberen dat te voorkomen en proberen Clint aan hun kant te krijgen.

## Rolverdeling
| Acteur           | Personage   |
| ---------------- | ----------- |
| Elvis Presley    | Clint Reno  |
| Richard Egan     | Vance Reno  |
| Debra Paget      | Cathy Reno  |
| Neville Brand    | Mike Gavin  |
| Robert Middleton | Mr. Siringo |
| William Campbell | Brett Reno  |

Naar verluidt heeft Elvis geprobeerd om voor zijn vriend, acteur Nick Adams, een rol in de film te krijgen.